# Romanones (kommunhuvudort)
Romanones är en kommunhuvudort i Spanien.   Den ligger i provinsen Provincia de Guadalajara och regionen Kastilien-La Mancha, i den centrala delen av landet, 60 km öster om huvudstaden Madrid. Romanones ligger 756 meter över havet och antalet invånare är 131.
Terrängen runt Romanones är kuperad åt nordväst, men åt sydost är den platt. Romanones ligger nere i en dal. Runt Romanones är det glesbefolkat, med 10 invånare per kvadratkilometer. Närmaste större samhälle är Guadalajara, 15,8 km väster om Romanones. Trakten runt Romanones består till största delen av jordbruksmark.